# Falling in Love with Jazz
Falling in Love with Jazz è un album in studio del sassofonista jazz statunitense Sonny Rollins, pubblicato nel 1989.

## Tracce
1. For All We Know (J. Fred Coots, Sam M. Lewis) - 7:42
2. Tennessee Waltz (Pee Wee King, Redd Stewart) - 6:18
3. Little Girl Blue (Lorenz Hart, Richard Rodgers) - 7:41
4. Falling in Love with Love (Hart, Rodgers) - 4:49
5. I Should Care (Sammy Cahn, Axel Stordahl, Paul Weston) - 7:33
6. Sister (Sonny Rollins) - 7:03
7. Amanda (Sonny Rollins) - 5:47